# Centropogon flos-mutisii
Centropogon flos-mutisii är en klockväxtart som beskrevs av Franz Elfried Wimmer. Centropogon flos-mutisii ingår i släktet Centropogon och familjen klockväxter. Inga underarter finns listade i Catalogue of Life.